# トゥールカリム
トゥールカリム（アラビア語: طولكرم, Ṭūlkarm）は、パレスチナ自治区ヨルダン川西岸地区北西部のトゥールカリム県の県都である。西にはイスラエルの都市ネタニヤ、東にはパレスチナの都市ナーブルスとジェニーンがある。パレスチナ中央統計局によると、2017年のトゥールカリムの人口は64,532人だった。パレスチナ自治政府の管轄下にある。

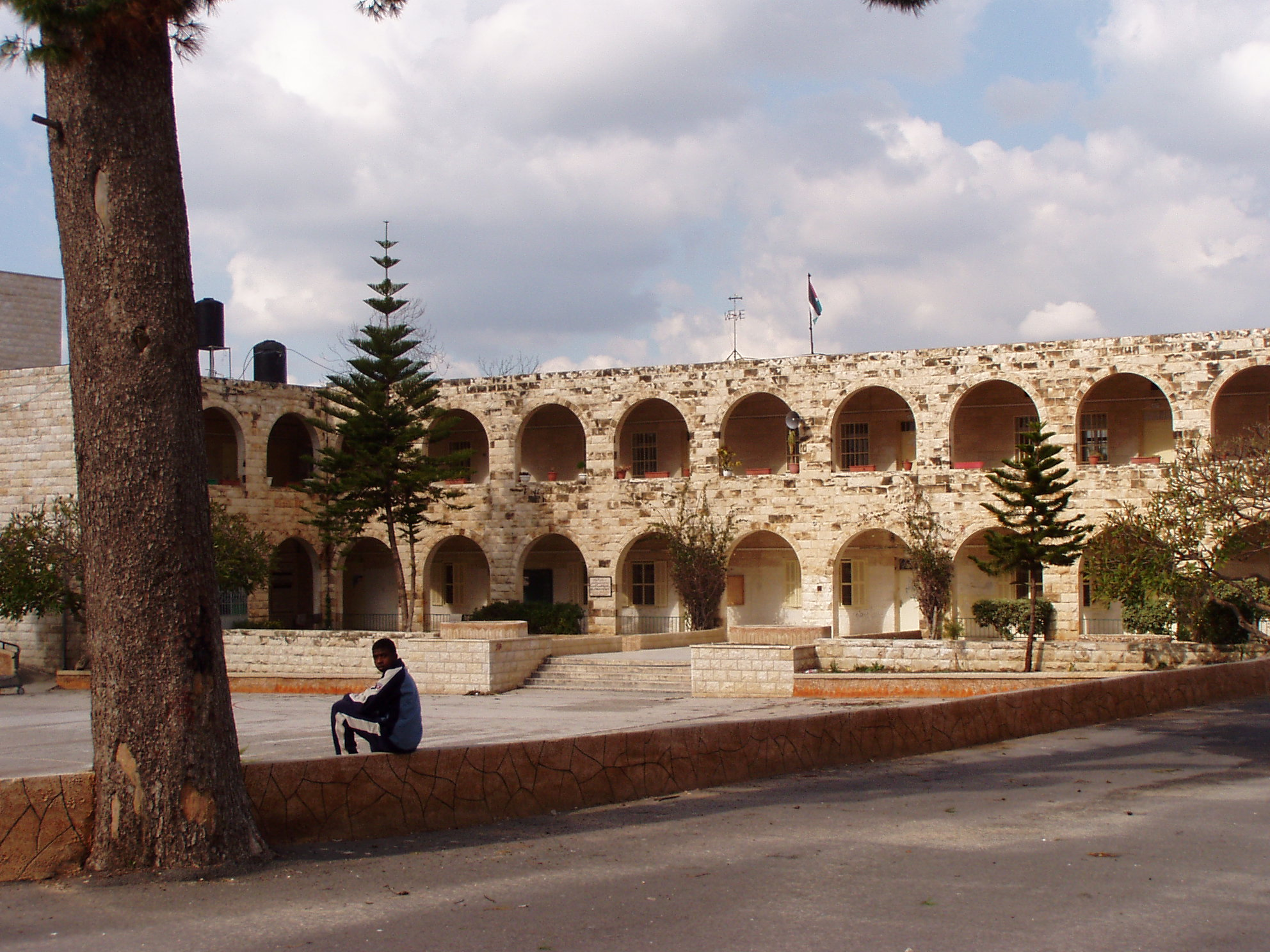
アル・アダウィア高校

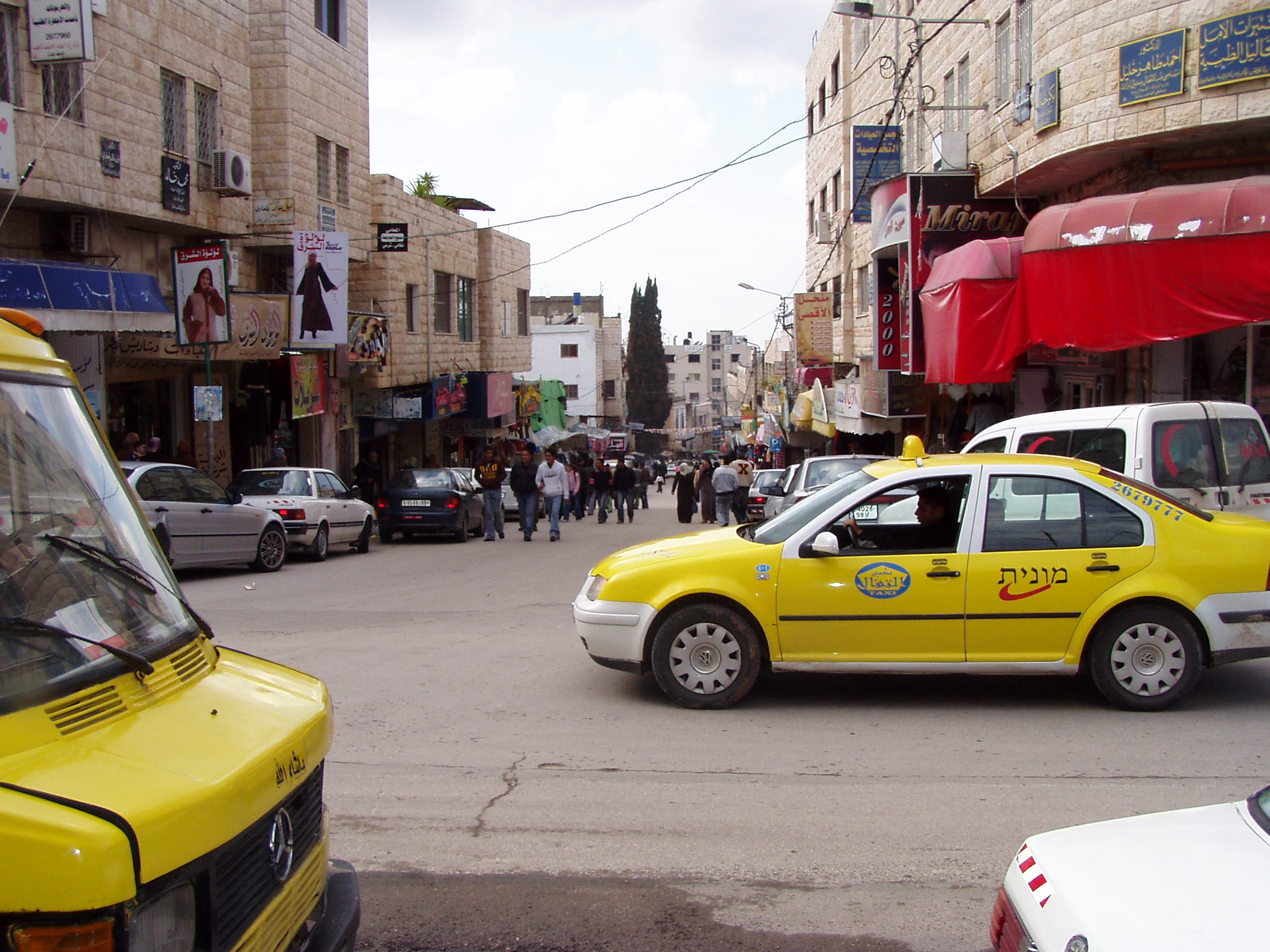
パリ通り（2007年）

## 由来
アラビア語の市名は「ブドウ畑の長さ」と訳されるがこれは、十字軍や中世のサマリア人がトゥールカリムを示すのに使っていたアラム語の名称 トゥール・カルマ（ブドウ畑の山）の歪曲とされている。

## 経済

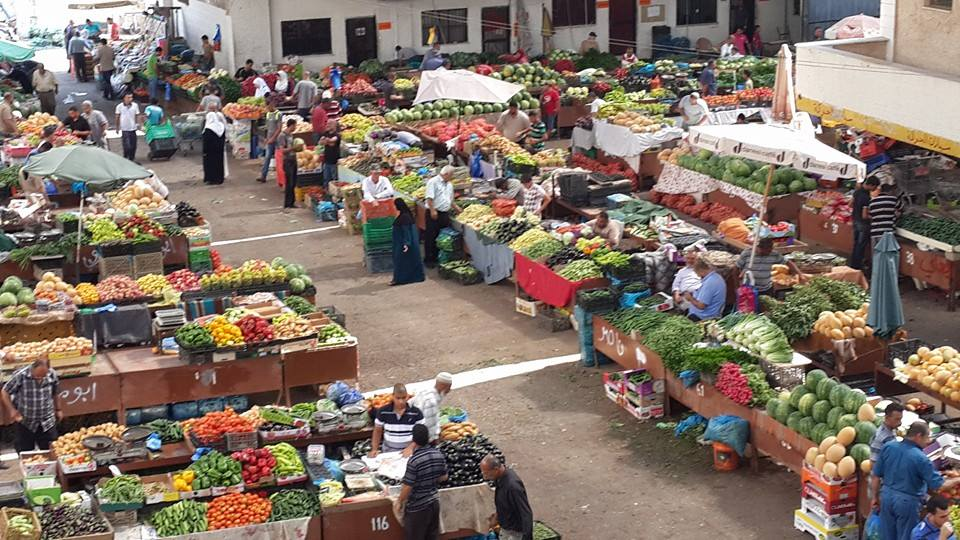
トゥールカリムの市場

第一次中東戦争以前、トゥールカリムは農業が盛んで、穀物、オリーブ、果物、特にスイカが多く栽培されていた。